# Twins (Band)

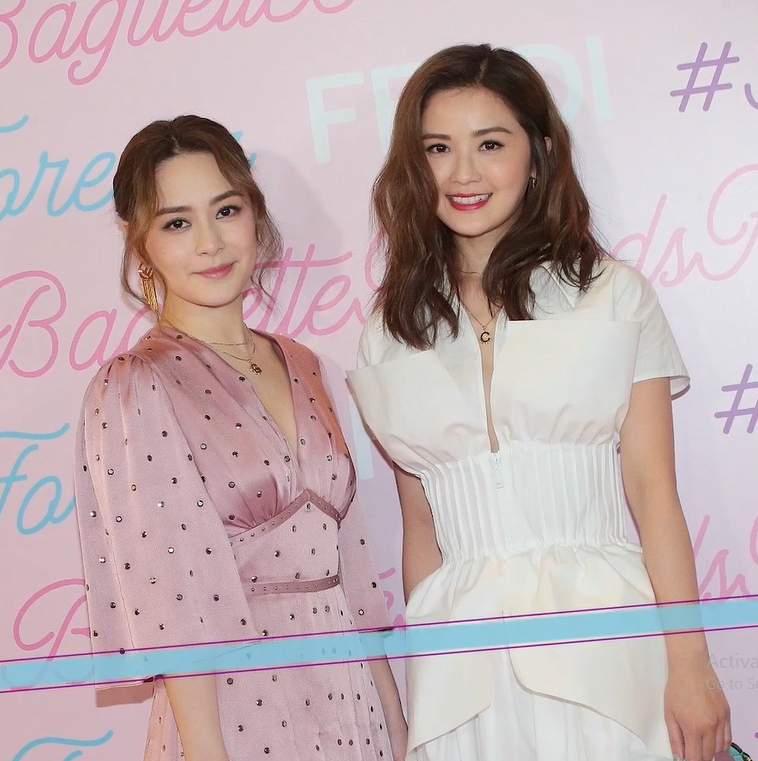
Twins (2019)

Twins ist ein in Hongkong bekanntes Pop-Duo, das im Sommer 2001 von Albert Yeungs Emperor Entertainment Group (EEG) gegründet wurde. Die Twins, Charlene Choi Cheuk-Yin (蔡卓妍) und Gillian Chung Yan-Tung (鍾欣桐), waren vor ihrer Gesangskarriere Models. Nach ihrem Einstieg in der Unterhaltungsbranche sind sie meist als Sängerinnen und Schauspielerinnen aktiv. (Stand 2022) 

## Biografie
Charlene Choi wurde am 22. November 1982 in Vancouver, Kanada geboren.
Gillian Chung wurde am 21. Januar 1981 in Hongkong geboren.
Ihre Karriere begann im Sommer 2001 mit dem Song „Girls School, Boy Classmate“ (女校男生), der auch auf ihrem ersten Album zu finden ist.

## Diskografie (Auswahl)
- 2001: Twins (EP, HK: Gold)[1]
- 2001: Twins’ Love (HK: Gold)
- 2002: Twins (EP, HK: Platin)
- 2002: Our Souvenir
- 2002: Amazing Album
- 2002: Happy Together (HK: Platin)
- 2003: Touch of Love
- 2003: Evolution
- 2003: Singing in the Twins Wonderland (Volume 1)
- 2003: Singing in the Twins Wonderland (Volume 2)
- 2004: Magic
- 2004: Sei Hei Lam Mun Hei Jing Ceon
- 2004: Singing in the Twins Wonderland (Volume 3)
- 2004: Girl Power
- 2004: Singing in the Twins Wonderland (Volume 4)
- 2004: Such a Better Day
- 2005: Trainee Cupid
- 2005: Samba
- 2006: Around the World with 80 Dollars
- 2006: Ho Hoo Tan
- 2007: Our Love
- 2007: Twins Party
- 2008: Twins Language
- 2010: Everyone Bounce
- 2011: 3650